# Volkswagen Kübelwagen
La Kübelwagen (auto-tinozza), anche detta Typ 82, è stata tra le automobili militari più diffuse della seconda guerra mondiale. Costruita dalla Volkswagen in più di 55.000 esemplari, operò su tutti i fronti con le forze armate tedesche.

## Storia
La KdF-Wagen da cui successivamente derivò la Kübelwagen, fu progettata dall'ingegner Ferdinand Porsche a partire dal 1936. Il progetto KdF-Wagen fu promosso dall'organizzazione nazionalsocialista Kraft durch Freude di Robert Ley. Il cancelliere tedesco dell'epoca, Adolf Hitler, chiese ai progettisti di sviluppare un automezzo "popolare", ovvero alla portata di gran parte della popolazione, limitando quindi i costi sotto i 1.000 marchi dell'epoca. Infatti in quegli anni le automobili, almeno in Europa, non avevano prezzi accessibili al cittadino medio. D'altro canto lo sviluppo della motorizzazione di massa avrebbe permesso alla Germania una maggiore flessibilità per il posizionamento delle unità produttive (fabbriche) nei confronti dei quartieri residenziali.
I progettisti interpellati furono Ferdinand Porsche e Jakob Werlin della Mercedes-Benz. Vinse il progetto del primo e prima della fine del 1936 erano già stati presentati i prototipi del veicolo commerciale, il futuro Maggiolino.
La produzione dei veicoli iniziò il 26 maggio 1938 vicino a Fallersleben (Wolfsburg) con la costruzione della Volkswagen-Werks e il 1 luglio 1938 una nuova città chiamata Stadt des KdF-Wagens bei Fallersleben - più tardi Wolfsburg - venne fondata.
All'inizio della seconda guerra mondiale la KdF-Wagen ebbe un uso civile ma anche militare come la „Kübelwagen“ Typ 82, la „Kommandeurwagen" Typ 87 Allrad o la „Schwimmwagen" Typ 166, tutte basate sulla KdF-Wagen. La Kommandeurwagen del 1940 fu creata in soli quattro esemplari. Con questa auto il Generalfeldmarschall Erwin Rommel viaggiava in Africa. Un esemplare è conservato al museo Porschemuseum Helmut Pfeifhofer a Gmünd in Kärnten.
Dall'agosto 1941 fino alla fine della guerra furono 52.000 le Kübelwagen e 14.000 le Schwimmwagen costruite e gli impianti poi vennero convertiti per produrre velivoli. Delle 630 auto costruite per uso civile la maggior parte andarono alla Deutsches Afrikakorps, alla Luftwaffe, e alla forza di occupazione britannica a fine guerra.
Il 15 luglio 1945 la Stadt des KdF-Wagens bei Fallersleben a Wolfsburg divenne rinominata Volkswagenwerk e, sotto il controllo britannico, iniziò la produzione della Volkswagen KdF-Wagen, con il nome commerciale di Käfer ((IT) maggiolino).
Fin dall'inizio della stesura delle specifiche era previsto un utilizzo militare del mezzo, variante individuata inizialmente come Typo 62. La produzione di questa variante per la Wehrmacht iniziò dal 1940 sotto la denominazione di Kübelwagen.
Lo studio dell'utilizzo militare del Maggiolino fu ritardato dall'Heerswaffenamt (Ufficio armamenti dell'esercito), che era orientato ad utilizzare veicoli 4x4 (A-Typ - trazione integrale), tuttavia nel 1938, l'industria automobilistica tedesca fu costretta dal governo ad occuparsi di veicoli militari, l'HWA chiese a Porsche di aumentare l'altezza da terra della vettura (Tipo 60), considerando che l'automobile aveva già percorso diverse migliaia di chilometri su strada, guidata da piloti messi a disposizione dalle SS. Porsche inizialmente tentò di aumentare il diametro delle ruote (18 in), con risultati poco soddisfacenti (aumento dei rapporti del cambio marce), quindi Porsche rimosse il cambio e inserì due scatole con riduttori a ingranaggi sui due semiassi posteriori lasciando però le ruote di 16 in. Questa modifica permise alla Kübelwagen di fornire prestazioni poco inferiori a quelle di un A-Typ, risultando comunque sensibilmente più leggera.
Nel 1940 Porsche fece studiare un prototipo a trazione integrale, per incrementare le prestazioni fuori strada, ma tale prototipo denominato Typ 87 , che diede risultati positivi, non venne mai prodotto in serie.

## Tecnica
La struttura del mezzo si basava su una carrozzeria costruita con la massima semplicità strutturale e tecnologica. Le lamiere della carrozzeria erano di forma piana, in nessun punto a doppia curvatura per contenere i costi, permettendo semplici calandrature invece di operazioni più complesse per generare curvature doppie. Per limitare gli spessori delle lamiere, e quindi il peso totale del veicolo, a parità di rigidezza meccanica la carrozzeria era rinforzata con nervature. Erano presenti 4 porte. Il motore a benzina da 998 cm³ Typ 1 HIAR, era lo stesso della Volkswagen commerciale, quindi, dopo alcuni problemi di sviluppo, si dimostrò estremamente affidabile in tutte le condizioni operative. Esso aveva una disposizione boxer, con i 4 cilindri sistemati orizzontalmente e raffreddamento ad aria. Fra l'altro il raffreddamento ad aria permetteva di operare anche nei climi più rigidi senza i rischi di congelamento del liquido di raffreddamento che mettevano in crisi i veicoli con motori refrigerati ad acqua.   Le sospensioni avevano caratteristiche molto buone per la marcia fuoristrada.
L'autotelaio era di struttura semplicissima, con un tubo centrale che nella parte posteriore si biforcava per sostenere il motore (anch'esso posteriore) e il cambio. L'assale anteriore era dato da un tubo d'acciaio che conteneva anche le barre di torsione. Sull'asse posteriore i semiassi erano collegati al differenziale tramite giunti universali. La sospensione delle ruote era indipendente, basata su barre di torsione per le ruote anteriori e ammortizzatori idraulici a doppia azione e molle per le ruote posteriori. Infine i freni erano a controllo tramite cavi, la frizione monodisco, e il serbatoio del carburante anteriore, sistemato davanti al cruscotto. La ruota di scorta era fissata sul cofano anteriore.
Il fatto di avere il motore posteriore comportò la necessità di una trazione 4x2: aggiungendo un assale che portasse la trazione alle ruote anteriori e un differenziale per distribuire in modo equilibrato il momento fra le ruote anteriori e quelle posteriori, si sarebbe appesantita eccessivamente la parte anteriore del mezzo. La mancanza della trazione sulle quattro ruote fu la limitazione principale del veicolo, anche se la buona distribuzione dei pesi (col motore quasi baricentrico) permetteva di non avere effetti molto sensibili nella marcia normale, ma solo in presenza di terreno su cui si poteva esercitare una trazione limitata (sabbia o fango).
Il Kübelwagen era generalmente disarmato, ma in alcuni casi venne aggiunto un supporto per una mitragliatrice leggera MG 34 o MG 42.

## Evoluzione

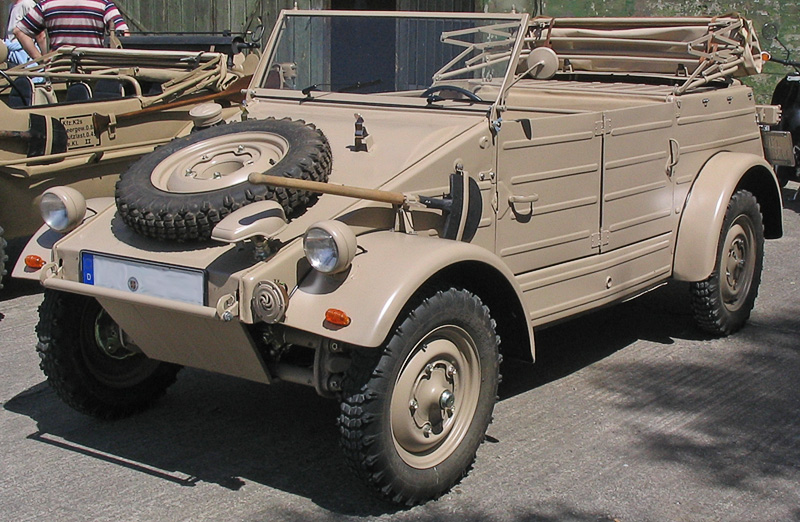
VW Kübelwagen Typ 82

Nel settembre 1939 alcune Typ 62 parteciparono all'invasione della Polonia mentre poche Kübelwagen della serie pilota parteciparono all'invasione delle Francia.
A partire dal 1943 venne posto in produzione un motore di maggiore cubatura da 1113 cm³, mentre la versione con carrozzeria chiusa, invece della copertura a mantice, era nota come Typ 92. La versione con scafo allungato di 6–8 cm, la Typ 86, fu il modello base più diffuso, con una produzione di 55.000 mezzi tra il 1940 e il 1944. Il veicolo si dimostrò molto affidabile, duraturo, con un motore che oltre che a prova di guasti era di agevole manutenzione. La mobilità era buona, anche se la guerra del deserto richiese una modifica alle ruote troppo strette per non sprofondare nella sabbia. Il tipo derivato era chiamato Deutsches Kamel (cammello tedesco), ma la definizione ufficiale era Tropenfest (modifica tropicale).
Nonostante tale sforzo produttivo di unificazione del parco veicoli, lo scopo non fu mai pienamente raggiunto. Quando i tedeschi invasero l'Unione Sovietica, nel 1941, il numero di veicoli ruotati differenti utilizzati dalla Wehrmacht si aggirava attorno ai 1500, avendo utilizzato, oltre ai veicoli di produzione tedesca, anche i veicoli di preda bellica francesi, cecoslovacchi o britannici. Questa situazione impediva una qualsiasi razionalizzazione della manutenzione e soprattutto della logistica delle parti di ricambio, quindi riducendo sensibilmente l'efficienza delle forze armate. Malgrado i tentativi di porre rimedio a questa situazione, a partire dalle offensive aeree sulle fabbriche tedesche, essa si rivelò assolutamente non reversibile. La gravità di questa situazione è accentuata dal fatto che non si manifestò all'improvviso, essendo stata prevista fin dagli anni trenta: all'epoca infatti il Waffenamt, cioè l'ente che provvedeva all'approvvigionamento di armamenti per le forze armate tedesche, aveva spinto alla progettazione di veicoli come l'autocarro Opel Blitz e il Kübelwagen che, per le loro caratteristiche costruttive e produttive, si prestassero a diventare mezzi standard per l'esercito, da costruire in un gran numero di esemplari.
Oltre al modello standard fu prodotto, sulla stessa meccanica, lo Schwimmwagen, in cui la carrozzeria era stata resa stagna ed aumentata di volume, permettendo quindi al veicolo il movimento in acque calme.
Gli Stati Uniti nel teatro europeo catturarono e riutilizzarono centinaia di Kübelwagen, tanto che nel 1944 il War Departement (Ministero della guerra) pubblicò un manuale per la manutenzione di tali veicoli.

## Confronto con i similari mezzi tedeschi, italiani e alleati
| \| Caratteristiche \| Kübelwagen[12] \| Schwimmwagen \| Fiat 508 M[12][13] \| Moto Guzzi 500 "Alce" \| BMW R75[14] \| Willis Jeep[12] \| \| --------------------------------- \| -------------- \| ------------ \| ------------------ \| --------------------- \| ----------- \| --------------- \| \| Motore \| Posteriore \| Posteriore \| Anteriore \| Centrale \| Centrale \| Anteriore \| \| Cilindrata (cm³) \| 1113 \| 1131 \| 1089 \| 498 \| 746 \| 2200 \| \| Potenza (CV) \| 25 \| 25 \| 30 \| 13.2 \| 26 \| 60 \| \| Trazione \| 4x2 \| 4x4 \| 4x2 \| 2x1 \| 3x2 \| 4x4 \| \| Lunghezza (cm) \| 373 \| 382 \| 314 \| 222 \| 240 \| 333 \| \| Larghezza (cm) \| 160 \| 148 \| 140 \| 79 \| 173 \| 157 \| \| Altezza (cm) \| 135 \| 161 \| 153 \| 106,5 \| 100 \| 130 \| \| Peso a vuoto (kg) \| 635 \| 900 \| 890 \| 187 \| 420 \| 1052 \| \| Rapporto potenza/peso (CV/kg) \| 0,039 \| 0,027 \| 0,033 \| 0.070 \| 0,061 \| 0,054 \| \| Velocità massima in acqua (km/h) \| - \| 10 \| - \| - \| - \| - \| \| Velocità massima su strada (km/h) \| 80 \| 80 \| 95 \| 90 \| 92 \| 104 \| \| Autonomia (km) \| 400 \| 520 \| 310 \| 270 \| 340 \| 365 \| |            |              |            |                       |          |             |
| Caratteristiche | Kübelwagen | Schwimmwagen | Fiat 508 M | Moto Guzzi 500 "Alce" | BMW R75  | Willis Jeep |
| Motore | Posteriore | Posteriore   | Anteriore  | Centrale              | Centrale | Anteriore   |
| Cilindrata (cm³) | 1113       | 1131         | 1089       | 498                   | 746      | 2200        |
| Potenza (CV) | 25         | 25           | 30         | 13.2                  | 26       | 60          |
| Trazione | 4x2        | 4x4          | 4x2        | 2x1                   | 3x2      | 4x4         |
| Lunghezza (cm) | 373        | 382          | 314        | 222                   | 240      | 333         |
| Larghezza (cm) | 160        | 148          | 140        | 79                    | 173      | 157         |
| Altezza (cm) | 135        | 161          | 153        | 106,5                 | 100      | 130         |
| Peso a vuoto (kg) | 635        | 900          | 890        | 187                   | 420      | 1052        |
| Rapporto potenza/peso (CV/kg) | 0,039      | 0,027        | 0,033      | 0.070                 | 0,061    | 0,054       |
| Velocità massima in acqua (km/h) | -          | 10           | -          | -                     | -        | -           |
| Velocità massima su strada (km/h) | 80         | 80           | 95         | 90                    | 92       | 104         |
| Autonomia (km) | 400        | 520          | 310        | 270                   | 340      | 365         |